# Michal Lukniš
Prof. RNDr. Michal Lukniš, DrSc. ( 26. únor 1916, Zlatno - 20. září 1986, Malacky) byl významný slovenský geograf a vysokoškolský profesor, zakládající člen a první vedoucí Katedry fyzické geografie (1952-1960) na Přírodovědecké fakultě Univerzity Komenského.
Ve Zlatých Moravcích absolvoval gymnázium. Dále pokračoval ve studiu na Přírodovědecké fakultě Univerzity Komenského v Bratislavě, kde byl žákem profesora Jana Hromádka. Byl představitelem regionální geografické školy. S jeho jménem se pojí rozvoj moderní geomorfologie, geomorfologického mapování a regionální geografie. Jeho geomorfologická škola dosáhla mezinárodní význam. V roce 1977 byl oceněn Národní cenou SSR. Jako první geograf v Československu začal s podrobným geomorfologickým mapováním, zajímal se io problematiku regionální geografie, územního rozvoje a problematiku životního prostředí. Jako univerzitní profesora působil na Přírodovědecké fakultě Univerzity Komenského v Bratislavě. Byl také prvním předsedou Slovenské geografické společnosti.
Byl členem Vědecké rady PFUK, zakladatel Geografického ústavu Slovenské akademie věd, předseda Geografického ústavu v letech 1955-1970.
- Zakladatel Geografického časopisu a spoluzakladatel dalších vědeckých periodik, organizátor a spolupracovník v oblasti věd o zemi

- Organizační činnost při vzniku Tatranského národního parku, později v Poradním sboru TANAP

- Významně se podílel na zpracování Slovenské vlastivědy (1973), Encyklopedie Slovenska (1970-1980), Atlasu Slovenska (1980) a dalších děl, které jsou pilíři přírodovědného poznání Slovenska

- Položil základy a rozvinul geografický výzkum v moderní geomorfologii, věnoval se i humánní a regionální geografii, jeho geomorfologická škola dosáhla mezinárodní význam

- Práce "Reliéf Vysokých Tater a jejich předpolí" a podrobná geomorfologická mapa Vysokých Tater představují vrchol světové geografické literatury

- Za dílo o Vysokých Tatrách mu byla udělena Národní cena Slovenské republiky (1977)

- Jeho život a práce byly v roce 1991 oceněny udělením Radu Tomáše Garrigua Masaryka in memoriam.